# Hipostasa
En botánica, el término hipostasa del griego ὑπόστᾰσις se aplica a cierto tejido del óvulo o de la semilla joven, ubicado en la región de la calaza, que es distintivamente diferente de las células que lo rodean: está usualmente lignificado o suberizado. Está posicionado inmediatamente en la parte interior o por encima del sistema vascular de la chalaza, y es interior a los tegumentos seminales.